# Tales to Astonish
Tales to Astonish (en español Cuentos Asombrosos o Historias Asombrosas) es el nombre de dos series de cómic americano y un título independiente autoconclusivo publicados por Marvel Comics.
La primera publicación que lleva el nombre se publicó desde enero de 1959 a marzo de 1968. Empezó como una antología de ciencia ficción que sirvió como escaparate para artistas tales como Jack Kirby y Steve Ditko, y donde posteriormente presentaron superhéroes a los seguidores del cómic durante el periodo que los historiadores llaman la Edad de Plata de los comic-books. Tras ello se convirtió en El Increíble Hulk con el número #102 (abril de 1968). Sus títulos hermanos eran Tales of Suspense y Journey into Mystery.
Un segundo cómic Marvel que soporta el nombre, reimprime historias del gobernante submarino el Sub-Mariner (en España, Namor), publicando 14 números desde diciembre de 1979 a enero de 1981. Un título independiente del superhéroe le  continuó en 1994.
| Año  | Circulación |
| ---- | ----------- |
| 1960 | 163,156     |
| 1961 | 184,895     |
| 1962 | 139,167     |
| 1963 | 189,390     |
| 1964 | 207,365     |
| 1965 | 224,346     |
| 1966 | 256,145     |
| 1967 | 269,132     |

## Historia de la publicación

### Antología de Ciencia ficción
Tales to Astonish y su publicación hermana Tales of Suspense fueron lanzadas en enero de 1959 según su Fecha de Cubierta. El primer volumen de Tales to Astonish incluye los números #1-34 (enero de 1959 - agosto de 1962), inicialmente bajo el sello editorial Atlas Comics, precursor de Marvel en los años 50; apareciendo bajo el título Marvel con el número #21 (julio de 1961), el primero con una portada conteniendo el primer recuadro con la marca "MC" (Marvel Comics). Este contenía historias de ciencia ficción, suspenso y misterio escritas inicialmente por el Redactor jefe Stan Lee y su hermano, Larry Lieber, con artistas que incluyen a Jack Kirby, Steve Ditko, Dick Ayers, Don Heck y Paul Reinman. Una de las historias, "The Man In The Ant Hill" (El hombre en el hormiguero), en el número #27 (enero de 1962), introdujo el personaje de Henry Pym, el cual fue recuperado ocho números después como el superhéroe Hombre Hormiga. Las historias antológicas siguieron apareciendo como complemento y apoyo en Tales to Astonish llegando a convertirse en título de superhéroe en 1964, cuando comenzó a presentar sendas historias dedicadas al Hombre Gigante y a Hulk.

### El Hombre-Hormiga y El Hombre-Gigante
Continuando a su historia antológica autoconclusiva del número #27 (enero de 1962), el científico Henry Pym regresó ataviado con un casco cibernético y traje rojo, y utilizando tecnología de cambio de tamaño como el héroe de tamaño insecto, El Hombre Hormiga en el número #35 (septiembre de 1962). La serie recibía una trama bosquejada por Lee y la desarrollaba Lieber, dibujándolo primero Kirby y más tarde Heck y otros. La Avispa fue introducida como coprotagonista del Hombre Hormiga en el número #44 (junio de 1963). El Hombre Hormiga o , más bien, la siguiente encarnación de Pym, el Hombre Gigante, fue introducida en el número #49 (noviembre de 1963), protagonizando de 10 a 13 páginas y más tarde aventuras de 18 páginas, el cómic normalmente funcionó con el resto de Tales of Astonish dedicados a la antología de ciencia ficción e historias de fantasía. Aparte de Lee y Lieber, entre los escritores ocasionales se incluyen Ernie Hart, bajo el seudónimo H. E. Huntley, León Lazarus (#64, febrero de 1965) y Al Hartley (#69, el número final, julio de 1965). Entre los Artistas de la última parte de la edición se incluyen Ditko, Ayers, y dos veteranos del periodo que los seguidores y los historiadores llaman la Época dorada de libros de cómic, Carl Burgos y Bob Powell.
Las historias complementarias tituladas "Tales of the Wasp" (Historias de La Avispa) (números #51-56) insertas en la publicación, utilizaron a la superheroína como recurso para enmarcar historias de ciencia ficción, estando sus historias relacionadas con soldados hospitalizados y temas parecidos. La Avispa también es protagonista en solitario en dos historias complementarias más. Todo era escrito y dibujado por Lieber.

### Hulk Y Namor
The Hulk ("el gigantón", traducido libremente, originalmente "La Masa" en las ediciones primeras en España por la Editorial Vértice), cuya serie original El Increíble Hulk había sido cancelada después de editarse seis números (durante el periodo 1962-63), regresó para protagonizar con su propio nombre en el número #60 (octubre de 1964) de Tales of Astonish después de haber aparecido como estrella invitada como antagonista del Hombre Gigante en una historia de larga duración el número anterior . Hulk había demostrado ser una estrella invitada popular en tres números de Los 4 Fantásticos y uno de Spiderman. Las nuevas historias suyas eran escritas aquí inicialmente por Lee e ilustrado por el equipo raramente visto posteriormente formado por el dibujante Steve Ditko y el entintador George Roussos. En esta parte temprana de la serie de The Hulk se introdujo el personaje del Líder, (traducido inicialmente como "El Jefe" en Vértice) quién devendría en la némesis de Hulk, y en este periodo además se reveló la identidad secreta de Hulk dentro de su argumento, inicialmente solo a los militares y luego, más tarde, públicamente. La Abominación hizo su primera aparición en Tales to Ashtonish número #90, y es presentado como agente y espía del KGB . Stan Lee eligió el nombre de "la abominación", pues se dio cuenta de que no pertenecía a ningún otro personaje, antes de concebir los antecedentes del carácter y la apariencia. Lee recordó que él le dijo sencillamente al artista Gil Kane "hacerle más grande y más fuerte que Hulk y vamos a tener un montón de diversión con él."
Namor, El Hombre Submarino recibió su nueva presentación a principios de la década con el número #70 (agosto de 1965) relevando a las historias del Hombre-Gigante y La Avispa. Este personaje traía detrás una historia larga, pues había sido creado en la época dorada de los Cómic-books. También el personaje de la Época dorada Byrrah era reintroducido en el episodio #90 (abril de 1967). Después de que el episodio final de Tales of Astonish (que se convirtió en la revista en solitario de El Increíble Hulk con el episodio #102, abril de 1968), el Sub-Mariner coprotagonizó en un tomo de transición, un episodio autoconclusivo con el Hombre de Hierro con el título de portada Iron Man and Sub-Mariner antes de pasar a su propia serie de 72 números.

## Relanzamientos
Un segundo volumen de Tales to Astonish, utilizando el logotipo de portada Tales to Astonish starring the Sub-Mariner, duró 14 episodios (diciembre de 1979 - enero de 1981), reimprimiendo versiones editadas de Sub-Mariner #1-14 (mayo de 1968 - junio de 1969). Todos menos el último número publicaron versiones de 18 páginas de las historias que originalmente tenían 20 páginas, con paneles y textos reelaborados para condensar la trama. En el último episodio también se incluyó tres póster del Sub-Mariner, uno por el creador del personaje. Bill Everett, reimpresión de Marvel Mistery Cómics número #9 (julio de 1940); uno por el dibujante Jack Kirby y el entintador Sol Brodsky, reimpresión de Los Cuatro Fantásticos número #33 (diciembre de 1964); y uno nuevo creado por el artista Alan Weiss. La Cubierta reutiliza el arte original, con la imagen del primer episodio girada 180 grados.
Tales to Astonish vol. 3, #1 (diciembre de 1994) era un tomo especial de 72 páginas, encuadernado en cartoné y autoconclusivo protagonizado por Hulk, Namor, el Hombre Hormiga y la Avispa en la historia "Loki's Dream" (el Sueño de Loki) escrito por Peter David, con arte pintado por John Estes.

## Ediciones recopilatorias
- Marvel Masterworks: Tales to Astonish la Era de Atlas
  - Vol. 1 recoge Tales to Astonish #1-10, 272 páginas, enero de 2006, ISBN 978-0-7851-1889-3
  - Vol. 2 recoge Tales to Astonish #11-20, 272 páginas, Marcha 2008, ISBN 978-0-7851-2913-4
  - Vol. 3 recoge Tales to Astonish #21-30, 272 páginas, Marcha 2010, ISBN 978-0-7851-4196-9
  - Vol. 4 recoge Tales to Astonish #31-34, y material de #35-51 y #54, 304 páginas, marzo de 2010, ISBN 978-0-7851-5881-3
- Marvel Masterworks: Hombre-Hormiga/Hombre-Gigante
  - Vol. 1 recoge las historias de Henry Pym en Tales to Astonish #27 y del Hombre Hormiga/ Hombre Gigante en #35-52, 288 páginas, marzo de 2006 ISBN 978-0785120490
  - Vol. 2 recoge los relatos del Hombre Gigante en Tales to Astonish #53-69, 304 páginas, febrero de 2008, ISBN 978-0785129110
- Essential Astonishing Ant-Man Relato de Henry Pym en ales to Astonish #27 y del Hombre Hormiga/Hombre Gigante en #35-69, 576 páginas, febrero de 2002, ISBN 978-0785108221
- The Superhero Women: Featuring the Fabulous Females of Marvel Comics incluye las historias del Hombre Hormiga y la Avispa de Tales to Astonish #44, 254 páginas, noviembre de 1977, Simon & Schuster, ISBN 978-0671229283
- Marvel Masterworks: The Incredible Hulk
  - Vol. 2 recoge relatos del Hombre Gigante enTales to Astonish #59 y de Hulk en los episodios #60-79, 266 páginas, diciembre de 2004, ISBN 978-0785120322
  - Vol. 3 recoge relatos de Hulk enTales to Astonish #80-101, 288 páginas, enero de 2006, ISBN 978-0785120322
- Esencial Increíble Hulk
  - Vol. 1 incluye relatos de Hulk enTales to Astonish #60-91, 528 páginas, febrero de 1999, ISBN 978-0785164173
  - Vol. 2 incluye historias de Hulk enTales to Astonish #92-101, 520 páginas, septiembre de 2001, ISBN 978-0785164180
- El Increíble Hulk incluye Historias de Hulk deTales to Astonish #60-74 y #88, 253 páginas, julio de 1978, Simon & Schuster, ISBN 978-0671242244
- Bring on the Bad Guys: Origins of the Marvel Comics Villains incluye historias de Hulk deTales to Astonish #90-91, 253 páginas, octubre de 1976, Simon & Schuster, ISBN 978-0671223557
- Marvel Masterworks: The Sub-Mariner 
  - Vol. 1 recoge relatos de Namor enTales to Astonish #70-87, 224 páginas, mayo de 2002, ISBN 978-0785108757
  - Vol. 2 recoge relatos de Namor enTales to Astonish #88-101, 240 páginas, junio de 2007, ISBN 978-0785126881
- Essential Sub-Mariner Vol. 1 incluye relatos de Namor enTales to Astonish #70-101, 504 páginas, septiembre de 2009, ISBN 9780785130758
- Marvel's Greatest Superhero Battles incluye historias de Namor deTales to Astonish #82, 253 páginas, noviembre de 1978, Simon & Schuster, ISBN 978-0671243913

## En otros medios de comunicación
En la película de 2015 Ant-man, Después de mostrar imágenes de archivo de Hank Pym / Ant-Man en acción, Darren Cruz bromea diciendo que la idea suena como un "cuento asombroso". (Tales of Astonish)